# وردان گشناسپ
وردان گشناسپ (پارسی میانه: Wardan Gushnasp) یکی از فرماندهان نظامی ایرانی و مرزبان ارمنستان ساسانی بود. او پس از چهرگشنسپ و پیش از مهران مهروندک این مقام را بر عهده داشت.

## زندگی
از وردان در سال ۵۷۲ یاد شده که پس از کشتن مرزبان پیشین چهرگشنسپ به دست واردان سوم مامیکونیان و شورش او، از طرف تیسفون به عنوان مرزبان به ارمنستان فرستاده شد. او در سرکوب شورش ناموفق بود و پس از حدود یک سال مهران مهروندک با ۲۰٬۰۰۰ سرباز برای سرکوب این شورش روانه ارمنستان شد و جای وردان را گرفت.